# Erylus cantabricus
Erylus cantabricus är en svampdjursart som först beskrevs av Ferrer-Hernández 1912.  Erylus cantabricus ingår i släktet Erylus och familjen Geodiidae. Inga underarter finns listade i Catalogue of Life.